# Franz Donth
Franz Donth (* 14. Juli 1904 in Rochlitz an der Iser, Böhmen; † unbekannt) war ein  tschechoslowakischer Skilangläufer.
Donth, der als Holzfäller tätig war, holte bei den Nordischen Skiweltmeisterschaften 1925 in Janské Lázně die Silbermedaille über 18 km und die Goldmedaille über 50 km. Zwei Jahre später gewann er bei den Nordischen Skiweltmeisterschaften in Cortina d’Ampezzo die Bronzemedaille über 50 km und die Silbermedaille über 18 km. Bei den Olympischen Winterspielen 1928 in St. Moritz errang er den 14. Platz über 50 km und den 11. Platz über 18 km. Bei seiner letzten WM-Teilnahme 1929 in Zakopane lief er auf den neunten Platz über 18 km und auf den achten Rang über 50 km. In den Jahren 1925 und 1927 wurde er tschechoslowakischer Meister über 50 km.